# ساوران (سنان‌پاشا)
ساوران (به ترکی استانبولی: Savran) یک منطقهٔ مسکونی در ترکیه است که در سنان‌پاشا واقع شده‌است.